# 19384 Winton
19384 Winton è un asteroide della fascia principale. Scoperto nel 1998, presenta un'orbita caratterizzata da un semiasse maggiore pari a 2,2038974 UA e da un'eccentricità di 0,1747462, inclinata di 2,98132° rispetto all'eclittica.